# Ramón Luna
Ramón Luna (nacido en Santiago del Estero el 23 de octubre de 1904) fue un futbolista santiagueño, que se desempeñó como delantero, tal como sus hermanos Nazareno, Juan y Segundo.

## Carrera
Sus pasos iniciales en primera los dio en Mitre de Santiago del Estero, donde jugaba con sus hermanos. Junto a ellos cobró notoriedad al consagrarse campeón con la Selección de la Liga Santiagueña en la Copa Presidente de la Nación, torneo nacional interligas. En la final del certamen frente a la Liga Paranaense, diputada el 12 de octubre de 1928, Luna marcó dos de los tres goles en la victoria santiagueña 3-1.

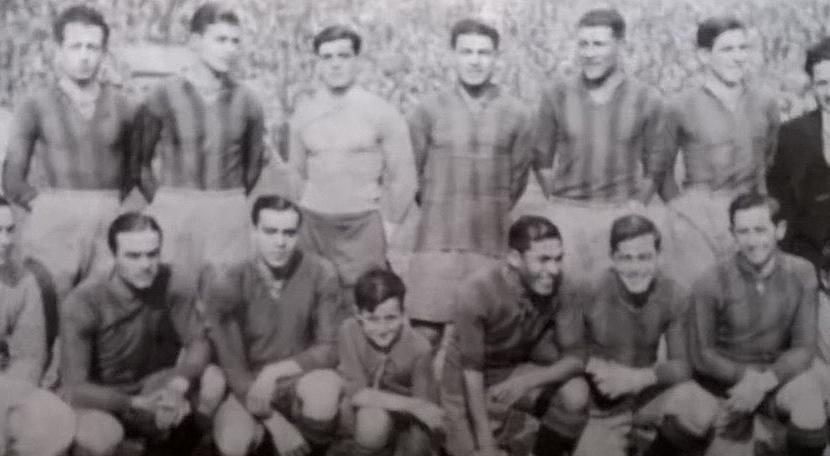
Rosario Central campeón 1930. Parados: Arturo Podestá, Francisco de Cicco, Luis Bray, Juan González, Teófilo Juárez, Ernesto Cordones; hincados: Pascual Salvia, Luis Indaco, Ramón Luna, Gerardo Rivas, Juan Francia.

Pasó en 1930 a Rosario Central, equipo que había incorporado el año anterior a su hermano Nazareno y a Teófilo Juárez, otro de los protagonistas del cuadro santiagueño campeón. Mostró gran eficacia goleadora, marcando 29 goles en sólo 34 encuentros. Con el club de Arroyito ganó una Liga Rosarina de Primera división en 1930.
En 1932 fue a jugar a Buenos Aires, donde alternó entre Atlanta y Argentinos Juniors, jugando incluso en la fusión que se formó entre ambos clubes durante el Campeonato de Primera División 1934.

## Clubes
| Club                              | País      | Año       |
| --------------------------------- | --------- | --------- |
| Mitre de Santiago del Estero      | Argentina | 1927-1929 |
| Rosario Central                   | Argentina | 1930-1931 |
| Argentinos Juniors                | Argentina | 1932      |
| Atlanta                           | Argentina | 1933      |
| Fusión Atlanta-Argentinos Juniors | Argentina | 1934      |

## Palmarés

### Campeonatos nacionales
| Equipo                     | País      | Título                       | Año  |
| -------------------------- | --------- | ---------------------------- | ---- |
| Liga Santiagueña de Fútbol | Argentina | Copa Presidente de la Nación | 1929 |

### Campeonatos regionales
| Equipo                       | País      | Título           | Año  |
| ---------------------------- | --------- | ---------------- | ---- |
| Mitre de Santiago del Estero | Argentina | Liga Santiagueña | 1927 |
| Mitre de Santiago del Estero | Argentina | Liga Santiagueña | 1928 |
| Rosario Central              | Argentina | Liga Rosarina    | 1930 |